# Río Tunuyán
El Tunuyán es un río argentino, ubicado en la provincia de Mendoza. Nace en el volcán Tupungato, en la Cordillera de los Andes, y fluye inicialmente hacia el noreste, pasando por la ciudad de Tunuyán. Es endicado en el dique El Carrizal, después gira al este-sudeste, pasando cerca de las ciudades de Rivadavia, Santa Rosa y La Paz. Finalmente se abre en el Tunuyán Nuevo (al norte) y Tunuyán Viejo (al sur), y desemboca en el río Desaguadero.
Tiene un caudal medio anual del río de 28,7 m³/s.

## Cuenca del río Tunuyán superior
Nace en un frente cordillerano de 100 km de largo, entre la ladera sur del cerro Tupungato y el cerro Gorro. Los límites norte y sur son las divisorias de aguas con las cuencas de los ríos Mendoza y Diamante, respectivamente. 
Hasta el dique El Carrizal es el "Tunuyán superior" y su cuenca de 14.040 km², y aguas abajo del mismo, es la cuenca del "Tunuyán inferior" de 19.523 km².
Desde la ladera sur del cerro Tupungato hasta el Graben de Tunuyán, el río es alimentado por la fusión de nieves y de glaciares, y prácticamente no está aprovechado en ese sector.
En las nacientes de la Cordillera Principal, el clima está dominado por la acción del anticiclón del Pacífico, resultando en precipitaciones nivopluviales en invierno (nieve debido a la alta altitud y bajas temperaturas), que se acumulan hasta la primavera cuando funden, dando lugar a innumerables arroyos, que aportan al caudal del río. Pero estos cusros fluviales disminuyen su aporte de agua por la aridez en aumento de los ambientes de su trayectoria y por la elevada evaporación e infiltración. El caudal del Tunuyán es determinado por la fusión de nieve invernal y, en algunos años, por el deshielo de glaciares; así, el máximo caudal es en verano, cuando el caudal quintuplicados al registrado en invierno, en que el cauce está casi seco.
Aunque sin grandes caudales, los ríos de Cuyo tienen fuerza erosiva por el montañismo, dando el fenómeno de "antecedencia", que se expresa por las angostas y profundas gargantas (tal como ocurre también en Cacheuta, o en el Cañón del Atuel) y de terrazas fluviales, como en Álvarez Condarco. Así encajonado el río y, con pendientes intensas provee potencial para construir diques para energía hidroeléctrica, modular caudales para riego y formar lagos turísticos.
Se ha proyectado construir, en el último tramo de cordillera, el Complejo hidroeléctrico Los Blancos, formado por dos embalses y sus respectivas centrales hidroeléctricas; ambas centrales tendrían la particularidad de estar excavadas en la roca, dentro de la montaña.

## Valle de Uco
Una vez que entra al Valle de Uco, el río ingresa a una zona de escasa pendiente; allí se han construido diques derivadores, tales como los de Aguanda, Yaucha y Las Tunas.
Este aprovechamiento se inició en pequeña escala en épocas precolombinas, por la población huarpe, y se continuó en la época colonial. La red se fue extendiendo paulatinamente, para su uso agrícola en primer lugar, pero también para consumo humano e industrial. En la actualidad está compuesta por 2250 km de canales de riego, de los cuales el 8% están impermeabilizados, más los correspondientes diques derivadores, piletas potabilizadoras y centrales hidroeléctricas, que han permitido el asentamiento de grandes concentraciones humanas muy dinámicas en un medio que naturalmente hostil, debido al déficit hídrico permanente.
En el Valle de Uco existen 52 000 ha con derecho a riego, con un 86% cultivadas, con predominio de frutales de carozo.
Al atravesar las Cerrilladas de Lunlunta y de Huayquerías, el río Tunuyán es embalsado por el dique El Carrizal. Este sirve para generar 77 GWh/año y regular el agua de riego.

## Cuenca del río Tunuyán inferior
A partir del pie del dique El Carrizal comienza la cuenca del Tunuyán inferior. Las aguas turbinadas de este embalse riegan la zona este del oasis norte de la provincia y llegan a lugares alejados como Santa Rosa y La Paz.
A partir de este punto existen nuevos diques derivadores y una extensa red de canales de 1.570 km. En la cuenca inferior, el área cultivada es del 97% de la empadronada para riego.
En el subsuelo de esta cuenca hay importantes acuíferos y, así, en la zona del río Tunuyán inferior sólo un 30% de las fincas se riegan con agua superficial mientras que un 24% lo hace exclusivamente con agua subterránea, y el 46% restante se vale de ambas para el riego. En este sector, el acuífero freático y el confinado son de muy buena calidad. Su recarga la realiza el río Tunuyán y arroyos menores, con tenores salinos de hasta 0,1 g/l; los caudales para ambos acuíferos superan los 4 m³/h/m, llegando en algunos casos el acuífero libre a presentar valores de 80 m³/h/m; el confinado es surgente y alcanza valores máximos de caudal específico de 30 m³/h/m.